# Уједињени за Мађарску
Уједињени за Мађарску (мађ. Egységben Magyarországért) политичка је коалиција у Мађарској, формирана да би учествовала на парламентарним изборима 2022. године.

## Чланице
Уједињени за Мађарску чине следеће политичке странке и организације:

### Главне странке
| Странка | Странка                         | Скраћеница | Главна идеологија     | Вођа                         |
| ------- | ------------------------------- | ---------- | --------------------- | ---------------------------- |
|         | Мађарска социјалистичка партија |            | социјалдемократија    | Берталан Тот Агнес Кунхалми  |
|         | Демократска коалиција           |            | социјални либерализам | Ференц Ђурчањ                |
|         | Покрет за бољу Мађарску         |            | конзервативизам       | Петер Јакаб                  |
|         | ЛМП — Мађарска зелена странка   |            | зелени либерализам    | Мате Канаш Наги Ержебет Шмук |
|         | Дијалог за Мађарску             |            | зелена политика       | Гергељ Карачоњ Тимеа Сабо    |
|         | Покрет Моментум                 |            | либерализам           | Ана Донат                    |

### Придружене странке
| Странка | Странка                     | Скраћеница | Главна идеологија         | Вођа           |
| ------- | --------------------------- | ---------- | ------------------------- | -------------- |
|         | Мађарска либерална странка  |            | либерализам               | Анет Бос       |
|         | Народна партија Новог света |            | либерални конзервативизам | Јожеф Палинкаш |
|         | Нови почетак                |            | конзервативни либерализам | Кристина Хон   |

### Организације
| Организација | Организација            | Скраћеница | Идеологија                | Вођа            |
| ------------ | ----------------------- | ---------- | ------------------------- | --------------- |
|              | Покрет Свачија Мађарска | MMM        | либерални конзервативизам | Петер Марки-Заи |
|              | Покрет 99               | 99M        | прогресивизам             | Гергељ Карачоњ  |